# Mazen Kerbaj
 (octobre 2018).
Si vous disposez d'ouvrages ou d'articles de référence ou si vous connaissez des sites web de qualité traitant du thème abordé ici, merci de compléter l'article en donnant les références utiles à sa vérifiabilité et en les liant à la section « Notes et références ».
Mazen Kerbaj est un dessinateur, peintre et trompettiste de musique improvisée libanais, né le 24 août 1975 à Beyrouth.

## Biographie
Mazen Kerbaj est né à Beyrouth. Après des études au lycée franco-libanais de Beyrouth, il commence à publier ses dessins dans différentes revues libanaises, notamment L'Orient-Express dirigé par Samir Kassir.
En mars 2000 il publie une œuvre plus personnelle dans son Journal 1999, un journal intime sous forme de bande dessinée.
En cette même année il joue pour la première fois en concert au Strike's Pub de Beyrouth avec la saxophoniste libanaise Christine Sehnaoui. Ce concert restera comme le premier concert d'improvisation libre ou de free jazz dans la région. Kerbaj est par ailleurs l'un des fondateurs de la scène d'improvisation au Liban à la fois en tant que musicien, organisateur et producteur de disques; mis à part les dizaines de concerts et de collaborations avec d'autres musiciens de la scène libanaise, il a cofondé le festival annuel Irtijal ainsi que les deux labels Al Maslakh et Johnny Kafta's Kids Menu.
Depuis 2000 il joue en solo ou en groupe sur différentes scènes au Liban, en Syrie, en Europe et aux États-Unis.

## Publications
- Beyrouth juillet-août 2006, L'Association, 2006.
- Cette histoire se passe, Tamyras, 2011  (ISBN 978-2-36086-019-7).
- Lettre à la mère, L'Apocalypse, 2013.
- Un an - Journal d'une année comme les autres, Tamyras, 2014  (ISBN 9782360860630).
- Politique, Arte Editions/Actes Sud BD, 2019  (ISBN 978-2330113926).
- Gaza - est-ce que vous nous voyez vraiment ?, Actes Sud, 2025 (978-2-330-20055-8)